# 5439 Couturier
5439 Couturier (1990 RW) là một tiểu hành tinh nằm phía ngoài của vành đai chính được phát hiện ngày 14 tháng 9 năm 1990 bởi H. E. Holt ở Palomar.